# Ludovico Mazzolino

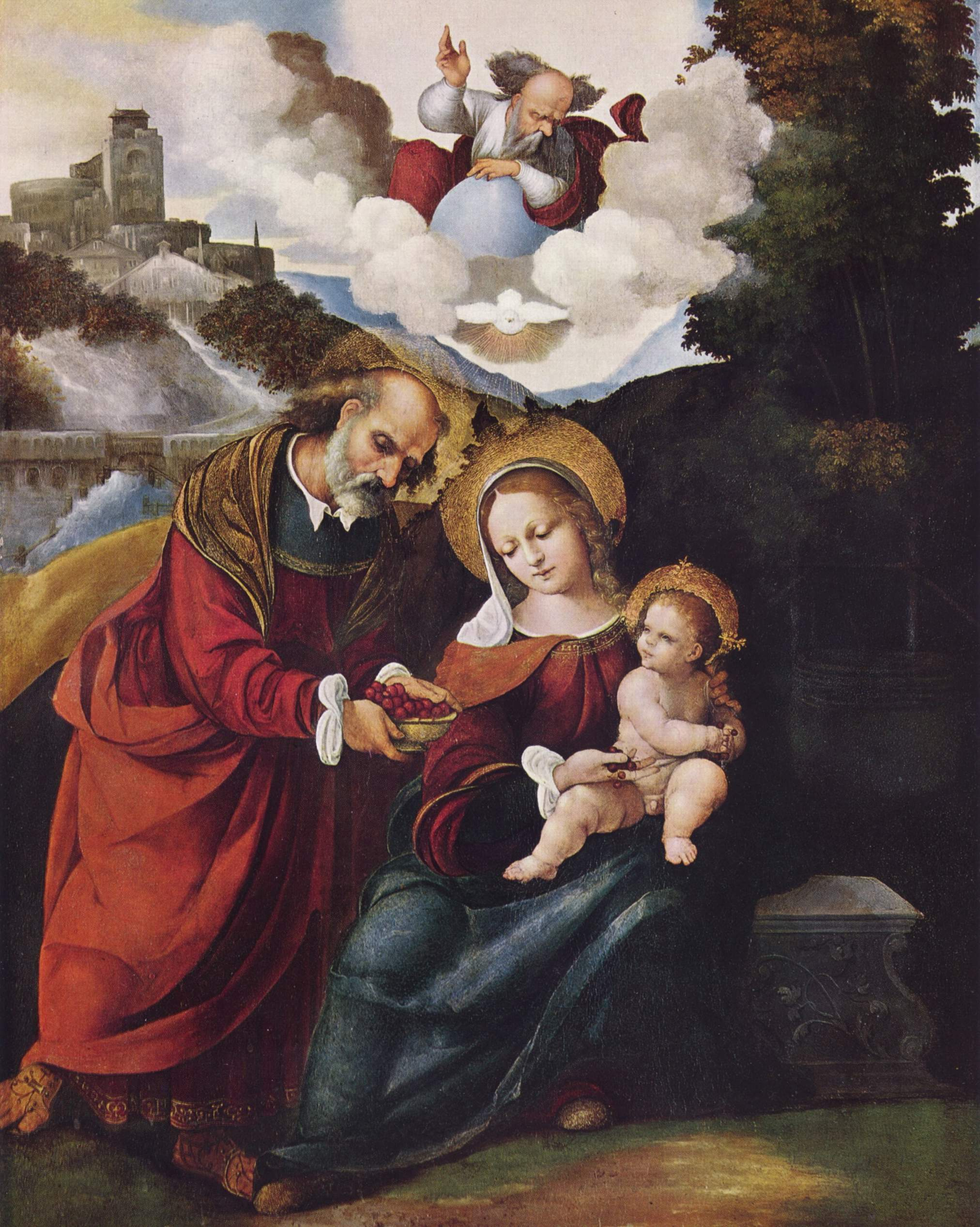
Sagrada Familia con paisaje, Alte Pinakothek, Múnich.

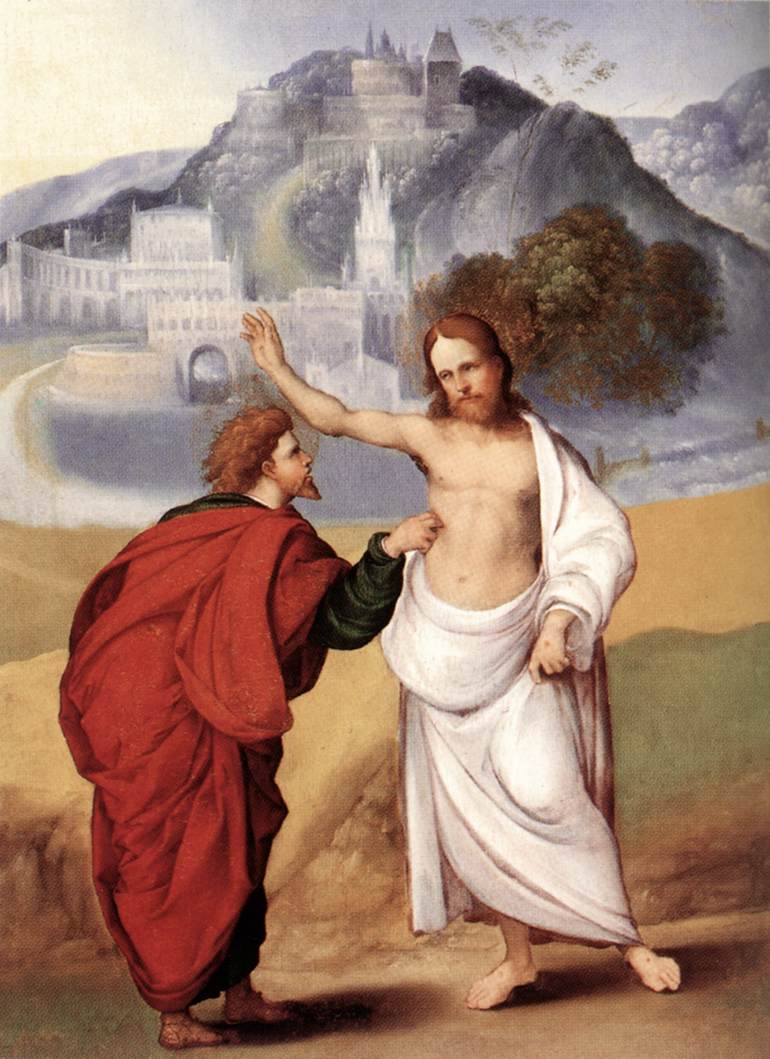
Incredulidad de Santo Tomás, Galleria Borghese, Roma.

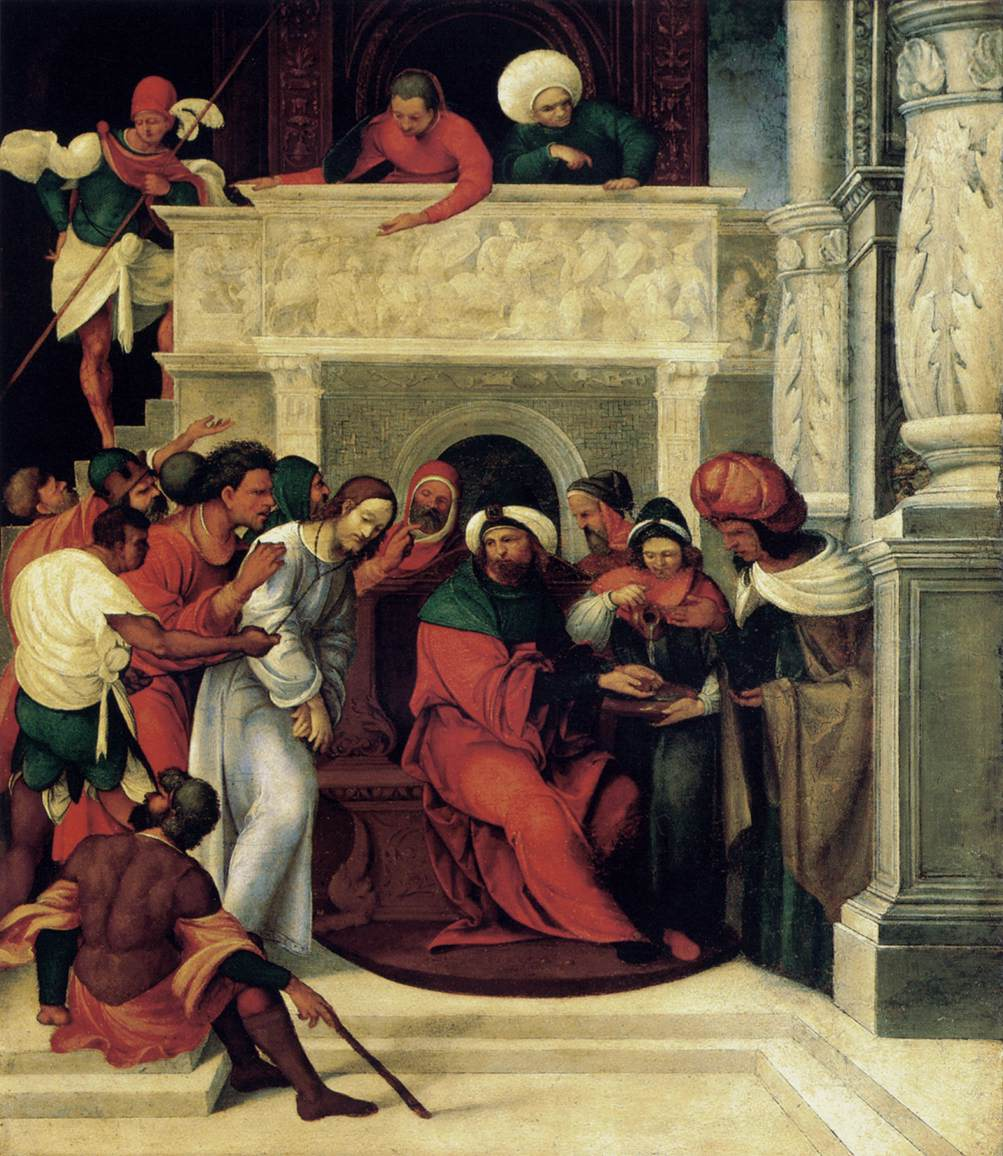
Cristo ante Pilatos, Museo de Bellas Artes de Budapest.

Ludovico Mazzolino o Mazzolini da Ferrara (Ferrara, 1480 - Ferrara, después del 27 de septiembre de 1528), fue un pintor italiano del Renacimiento.

## Biografía
Parece que se formó en el taller de Ercole de'Roberti antes de abandonar Ferrara para estudiar en Bolonia con Lorenzo Costa. Sin embargo, la formación ferraresa dejó un poso de cariz quattrocentista en su arte.
Mazzolino comenzó su carrera pintando extensas decoraciones al fresco. Sin embargo, todos ellos están destruidos y no han llegado hasta la actualidad. Está atestiguado que el 20 de mayo de 1504 recibió un primer pago por los frescos (destruidos en 1604) de las ocho capillas de Santa Maria degli Angeli, en Ferrara, encargados por Hércules I de Este, duque de Ferrara y Modena. Entre 1505 y 1507 recibió el pago por los trabajos decorativos en el guardarropa de los Este y en los aposentos de la duquesa Lucrecia Borgia en el Castillo de los Este (no quedan rastros de dicha obra).
Sí nos han llegado las obras que realizó sobre todo a partir de 1510: diversos cuadritos de tema devocional.
La obra más antigua de Mazzolino que ha sobrevivido es el tríptico de la Virgen y el Niño con los santos Antonio y Magdalena (1509, Berlín, Gemaldegallerie), que muestra la influencia de su formación con Costa y del círculo de Jacopo de Barbari y Lorenzo Lotto. También se pueden observar parentescos con la obra del Garofalo y Boccaccio Boccaccino. Su estilo duro y un tanto arcaico, contrasta con el trabajo de muchos de sus contemporáneos, mucho más permeables a las innovaciones de corte clasicista.
A partir de 1515, su arte comienza a adquirir un aspecto singular, con tendencia a configuraciones complicadas y llenas de energía, y detalles caricaturescos. Mientras, sus composiciones se hacen muy elaboradas. Tal vez estos rasgos muestren una influencia nórdica, aunque también podrían corresponder al influjo de su antiguo maestro Roberti.
Sin embargo, hacia 1520, Mazzolino comienza a recibir influencias de pintores más jóvenes e innovadores, tales como Garofalo y Dosso Dossi, de los que presta algunos rasgos rafaelistas en sus obras (Virgen con San Antonio Abad, Musée Condé). Sin embargo, nunca fue capaz de dar el salto definitivo hacia un nuevo estilo.

## Obras destacadas
- Pietà (1501-03, colección Galleria Vittorio Cini, Venecia)
- Circuncisión (1520, colección Vittorio Cini, Venecia)
- Matanza de los Inocentes (1515-1520, Uffizi)
- Sagrada Familia con San Francisco (1520, National Gallery, Londres)
- Cristo entre los doctores (1520-25, National Gallery, Londres)
- Adoración de los Pastores (1520-24, Uffizi, Florencia)
- Adoración de los Reyes Magos (1522, colección particular)
- Incredulidad de Santo Tomás (1522, Galleria Borghese, Roma)
- Virgen con niño y santos (1522-23, Uffizi, Florencia)
- Cristo y la adúltera (National Gallery, Londres)
- Sagrada Familia con San Nicolás de Tolentino (National Gallery, Londres)
- Natividad (National Gallery, Londres)
- El Tributo de la moneda (Christ Church, Oxford)
- Cristo y la samaritana en el pozo (1525, Kunsthistorisches Museum, Viena)
- Ecce Homo (1525, Musée Condé, Chantilly)
- Cristo ante Pilatos (1525, Museo de Budapest)
- Virgen con San Antonio Abad y la Magdalena (Gemaldegallerie, Berlín)
- Virgen con San Antonio Abad (1525, Musée Condé, Chantilly)
- Circuncisión (1526, Kuntshistorisches Museum, Viena)